# Truxalis afghana
Truxalis afghana är en insektsart som beskrevs av Bei-bienko 1963. Truxalis afghana ingår i släktet Truxalis och familjen gräshoppor. Inga underarter finns listade i Catalogue of Life.